# Långtjärnen (Hallens socken, Jämtland)
Långtjärnen är en sjö i Åre kommun i Jämtland och ingår i Indalsälvens huvudavrinningsområde. Sjön har en area på 0,131 kvadratkilometer och ligger 711,3 meter över havet.

## Delavrinningsområde
Långtjärnen ingår i det delavrinningsområde (700112-139114) som SMHI kallar för Utloppet av Långtjärnen. Medelhöjden är 726 meter över havet och ytan är 0,88 kvadratkilometer. Det finns inga avrinningsområden uppströms utan avrinningsområdet är högsta punkten. Vattendraget som avvattnar avrinningsområdet har biflödesordning 4, vilket innebär att vattnet flödar genom totalt 4 vattendrag innan det når havet efter 323 kilometer. Avrinningsområdet består mestadels av skog (86 procent). Avrinningsområdet har 0,13 kvadratkilometer vattenytor vilket ger det en sjöprocent på 14,7 procent.